# Цар Борисов лопен
 Тази статия е за растителния вид.  За защитената местност вижте Цар-Борисов лопен.  
Цар-Борисов лопен (Verbascum tzar-borisii) е ендемичен за България вид лопен, разпространен само в отделни находища на южната част на област Варна. В Червената книга на България растението е вписано като критично застрашен вид.

## Разпространение и местообитания
Видът е разпространен в Североизточна България в района на Сиври тепе и съседен хълм край град Девня и Венчански дюз до съседното село Венчан. Известното находище до град Белослав вероятно е изчезнало. Среща се на надморска височина до около 300 m. Обитава твърде специфичен хабитат представен от отворени тревни съобщества на мергелни склонове с каменисти излази. Видът е със слаба конкурентна способност и се среща в крайно бедни на хранителни вещества, сухи, слънчеви места.

## Описание на вида
Цар-Борисовият лопен е многогодишно тревисто растение. Цветоносните стъбла изправени, високи 40 – 70 cm, бялонапластени. Листата са розетковидни, широколанцетни, дълги 7 – 15 cm, широки 2,5 – 4 cm, едроназъбени понякога оголяващи по горната повърхност. Стъбловите листа намаляват нагоре по височина. Съцветията са метлици, цветовете са групирани по 2 – 3. Венчето е с диаметър от 20 – 25 mm, бледожълто, отвън гъсто разклоненовлакнесто. Тичинките са пет на брой, а тичинковите дръжки жълтеникави, с дълги бели папили, прашниците светложълти, бъбрековидни. Плодът е 4 – 5 mm дълга яйцевидна кутийка. Насекомоопрашващо се растение. Размножава се със семена.

## Мерки за защита на вида
Известни са четири популации, а заеманата от тях площ е под 1,5 km2. Популациите на хълмовете край Девня наброяват около 700 – 850 и съответно 150 – 170 индивида, а числеността на двете популации на Венчански дюз – около 1000 растения. Характерен е много ниския процент цъфтящи индивиди – 1 – 5%. Заплаха за вида представляват ограниченото разпространение и екстремните условия на местообитанието, както и опитите за залесяване на хълмовете.
В България има обявени 2 защитени местности за запазването на вида:
- „Пробития камък – Цар-Борисовия лопен“ с площ 79,98 хектара (код в регистъра: 575) - в землището на село Равна, общ. Провадия, обл. Варна;[3]
- „Цар-Борисов лопен“ с площ 7,46 хектара (код в регистъра: 577) - в землището на село Чернево, общ. Суворово, обл. Варна.[4]